# 동해함대
동해함대는 북해함대(北海舰队), 남해함대(南海舰队)와 함께 중국 인민해방군 해군의 3대 함대 중의 하나이다.
타이완해협 남단 이북에서 롄윈강(连云港, 연운항) 이남의 동해 및 황해 해역을 관장하며, 상하이기지(上海基地), 저우산 기지(舟山基地), 푸젠기지(福建基地)의 3개 군급편제(军级编制)의 해군 기지로 이루어졌으며 사령부는 닝보시(宁波, 영파)에 위치하고 있다.롄원강 남쪽부터 Dongshan까지로 북위 35º10`에서 23º30`까지 담당한다.
난징 군구가 여기에 포함되며 총 7개 해안 지역을 방어한다. 본부는 닝보시 둥첸후, 주요 시설은 푸젠성, 저장성 저우산시, 닝보시 둥첸후에 위치해 있다.

## 동해함대 전력

### 동해함대 전력

#### 구난함
- 925형 구난함 - 1척

#### 구축함
- 052C형 구축함 - 4척
- 소브레메니급 구축함 - 4척
- 051형 구축함 - 1척

#### 호위함
- 지앙카이II급 호위함 - 9척
- 지앙카이I급 호위함 - 2척

## 각국 기동함대 전력
| 국가                  | 일본      | 일본      | 일본        | 일본      | 대한민국  | 독일      | 영국        |
| 기동함대              | 1호위대군 | 2호위대군 | 3호위대군   | 4호위대군 | 7기동전단 | 2호위함대 | 서피스 함대 |
| --------------------- | --------- | --------- | ----------- | --------- | --------- | --------- | ----------- |
| 방공구축함            | 7척       | 7척       | 7척         | 7척       | 9척       | 7척       | 12척        |
| 동시교전개수          | 125개     | 174개     | 131개       | 117개     | 84개      | 56개      | 102개       |
| 3차원 레이더 범위총계 | 2,800km   | 3,000km   | 3,000km     | 2,800km   | 1,500km   | 2,000km   | 3,600km     |
| 국가                  | 미국      | 미국      | 미국        | 미국      | 미국      | 미국      | 프랑스      |
| 기동함대              | 7함대     | 3함대     | 2함대       | 6함대     | 4함대     | 5함대     | 표면함대    |
| 방공구축함            | 9척       | 16척      | 나머지 전체 | 4척       | 5척       | 5척       | 12척        |
| 동시교전개수          | 162개     | 319개     | ?           | 64개      | 80개      | 80개      | 140개       |
| 3차원 레이더 범위총계 | 4,000km   | 7,200km   | ?           | 1,800km   | 2,200km   | 2,200km   | 2,600km     |
| 국가                  | 러시아    | 러시아    | 러시아      | 러시아    | 중국      | 중국      | 중국        |
| 기동함대              | 북방함대  | 발틱함대  | 흑해함대    | 극동함대  | 북해함대  | 동해함대  | 남해함대    |
| 방공구축함            | 9척       | 2척       | 2척         | 6척       | 7척       | 9척       | 11척        |
| 동시교전개수          | 140개     | 32개      | 20개        | 100개     | 56개      | 80개      | 80개        |
| 3차원 레이더 범위총계 | 2,100km   | 460km     | 430km       | 1,380km   | 2,100km   | 1,800km   | 2,400km     |